# Asplenium tavelii
Asplenium tavelii är en svartbräkenväxtart som beskrevs av Gu och Étrot. Asplenium tavelii ingår i släktet Asplenium och familjen Aspleniaceae. Inga underarter finns listade.